# Мајска декларација
Мајска декларација (хрв. Svibanjska deklaracija, словен. Majniška deklaracija) био је манифест политичких захтјева за уједињењем територија насељених Јужним Словенима у оквиру Аустроугарске монархије, представљен Рајхсрату, законодавном тијелу аустријског дијела Двојне монархије, 30. маја 1917. године. Аутор декларације је био Антон Корошец, лидер Словеначке народне странке. Документ су поред Корошеца потписала још тридесет два заступника Рајхсрата, који су представљали јужнословенске земље у Цислајтанији — Словеначке земље, Краљевина Далмација, Маркгрофовија Истра и Кондоминијум Босна и Херцеговина. Заступници који су потписали декларацију били су познати као Југословенски клуб.
Мајску декларацију су углавном поздравили хрватски политичари из Краљевине Хрватске и Славоније, али је наишла на противљење или равнодушност Муслимана и Срба. Декларација је такође извршила притисак на Министарски савјет Краљевине Србије, који је у циљевима декларације видио пријетњу за остварење својих циљева у Првом свјетском рату у смислу територијалног проширења. То је навело српску владу да првенствено да изради Крфске декларације, у којој је Југословенски одбор изложио принципе стварања заједничке државе Јужних Словена који су тада живјели у Аустроугарској, Србији и Црној Гори. Заговарање Мајске декларације забраниле су аустроугарске власти у мају 1918. године.

## Позадина
Током Првог свјетског рата, у дијеловима Аустроугарске у којима је живјело јужнословенско становништво — Словенци, Хрвати, Срби и Муслимани — вршени су притисци у циљу подршке тријалистичкој реформи Двојне монархије или успостављању заједничке државе Јужних Словена. Стварање заједничке државе Јужних Словена требало је спровести кроз остварење југословенских идеја и уједињења са Краљевином Србијом.
Србија је рат видјела као могућност за територијално проширење. Одбор задужен за одређивање ратних циљева израдио је програм успостављања југословенске државе припајањем јужнословенских дијелова хабзбуршких земаља — Хрватске и Славоније, Словеначких земаља, Војводине, Босне и Херцеговине и Далмације. Нишком декларацијом, коју је Народна скупштина Краљевине Србије усвојила 7. децембра 1914. на приједлог владе, најављена је борба за ослобођење „неслободне браће”. Овај циљ био је у супротности са ставом Тројне антанте, која је подржавала опстанак Аустроугарске као противтеже утицају Њемачког царства.
Југословенски одбор је основан 1915. као ad hoc група без званичног капацитета. Одбор, који је дјелимично финансирала српска влада, чинили су интелектуалци и политичари из Аустроугарске који су тврдили да заступају интересе Јужних Словена. Анте Трумбић је био предсједник Одбора, али је најистакнутији члан био Франо Супило, саоснивач владајуће Хрватско-српске коалиције (ХСК) у Хрватској и Славонији. Супило се залагао за федерацију коју чине Србија (укључујући Војводину), Хрватска (обухвата Хрватску и Славонију и Далмацију), Босна и Херцеговина, Словенија и Црна Гора. У исто вријеме, Одбор је сазнао да је Тројна антанта обећала Краљевини Италији територију (дијелове Словеначких земаља, Истре и Далмације) према Лондонском споразуму, а Италија би заузврат ступила у савез са Антантом. Већина чланова Одбора била је из Далмације, а Лондонски споразум су доживљавали као пријетњу која се може спријечити само уз помоћ Србије.
Међународна подршка је тек 1917. почела постепено да се удаљава од очувања Аустроугарске. Исте године, Руска Империја је тражила мировни споразум након Руске револуције, док су Сједињене Америчке Државе, чији је предсједник Вудро Вилсон заговарао принцип самоопредјељења, ушле у рат. Без обзира на то, у свом говору у Четрнаест тачака, Вилсон је само обећао аутономију за народе Аустроугарске. Очување Двојне монархије није напуштено до потписивања Брест-литовског мира у марту 1918. године. Тада су се савезници увјерили да се не могу одупријети комунистичкој револуцији.

## Саопштење и пријем
Јужнословенски заступници у Рајхсрату организовали су Југословенски клуб по узору на сличне скупине пољских и чешких колега. Заступници су представљали земље у саставу Цислајтаније (Словеначке земље, Далмацију, Истру и Босну и Херцеговину). Југословенским клубом је предсједавао лидер Словеначке народне странке (СНС) Антон Корошец. У клубу су двадесет три члана били Словенци, дванаест Хрвата и двоје Срба. Тридесет три члана Југословенског клуба су 30. маја 1917. представила декларацију, тражећи уједињење хабзбуршких земаља насељених Словенцима, Хрватима и Србима у демократско, слободно и независно државно тијело под Хабзбуршко-лоренским домом. Међу потписницима били су Корошец и друга два истакнута словеначка политичка лидера — гувернер Војводства Крањског Иван Шустершич и Јанез Евангелист Крек. Захтјев је постављен уз позивање на принципе националног самоопредјељења и хрватског државног права.
Мајску декларацију у Хрватској и Славонији прва је поздравила Старчевићева странка права (ССП). Лидер ССП Анте Павелић је похвалио декларацију у Хрватском сабору недјељу дана након њеног представљања у Бечу као израз демократског духа који је у Европи пробудила просвијећена Русија. Док је јавно прихватао декларацију, Павелић је био потпуно свјестан да Беч неће начинити икакве уступке. Чиста странка права на челу са Александром Хорватом, није подржала декларацију, али је изјавила да неће ометати напоре оних који је подржавају. Лидер Хрватске пучке сељачке странке Стјепан Радић понудио је само млаку подршку. Посебно снажну подршку декларацији пружио је загребачки надбискуп Антун Бауер. ХСК, као владајућа странка у Хрватској и Славонији, и њен саоснивач и лидер Светозар Прибићевић, игнорисали су Мајску декларацију.
Декларацији су се успротивили муслимански лидери, попут предсједника Босанско-херцеговачког сабора Сафвет-бега Башагића. Цару је представљен противприједлог, по којем би се Босна и Херцеговина припојила Угарској и добила одређени степен аутономије. Срби у Босни и Херцеговини су били уздржани, док су се Срби у Хрватској и Славонији у великој мјери противили захтјевима декларације. Декларацију су критиковали и неки римокатолици, попут Крека, који су преферирали јединствену државу изван хабзбуршких посједа.
О Мајској декларацији се расправљало годину дана. У мају 1918. крчки бискуп Антон Махнич написао је низ новинских чланака у којима истиче подршку циљевима декларације. Махнич је сматрао да је успостављање заједничког јужнословенског политичког субјекта одређене врсте неизбјежно и превасходно се бавио питањима „етничке и конфесионалне кохабитације” у таквој држави. Његови напори, као и напори других заговорника декларације, окончани су 12. маја 1918. када су аустроугарске власти забраниле даље заговарање Мајске декларације.

## Утицај
Мајска декларација је имала значајан утицај. Осим што је питање јужнословенског уједињења измјештено изван хрватских оквира и показало да словеначки политички актери нису нужно лојални Двојној монархији, декларација је утицала на размишљање српских власти и Југословенског одбора. Декларација је такође потврдила положај Срба у Хрватској и Славонији као политичке групе.
Тројна антанта је тражила начине да постигне сепаратни мир са Аустроугарском и тиме је одвоји од Њемачке, стављајући српску владу — прогнану на грчко острво Крф — пред проблем. Била је суочена са знатним ризиком тријалистичког рјешења за јужнословенске земље у саставу Аустроугарске у случају склапања сепаратног мира, чиме би била поништена свака могућност за испуњење проглашених српских ратних циљева.
Под притиском је био и Југословенски одбор. Тврдио је да говори у име Јужних Словена у Аустроугарској, али је отворено гледао на своје интересе. Изазов који је Мајска декларација представљала Југословенском одбору и српској влади, лишавајући их иницијативе у поступку јужнословенског уједињења, навела је обје стране да приоритетно размотре израду програма уједињења јужнословенских земаља у Аустроугарској и изван ње. Одржали су низ састанака на Крфу од 15. јуна до 20. јула, покушавајући да постигну консензус упркос крајње различитим погледима на систем власти у предложеној заједничкој држави. Није постигнут договор о том питању, па је резултујућа Крфска декларација заташкала ствар, остављајући Уставотворној скупштини да одлучи неодређеном квалификованом већином.
У Загребу је од 2. до 3. марта 1918. одржана конференција на којој су, између осталих, учествовали представници ССП-а, СНС-а, Народне напредне странке и дисиденти ХСК-а. На састанку је донијета Загребачка резолуција о политичком уједињењу Јужних Словена. Како се централна власт Аустроугарске постепено распадала 1918, оснивани су покрајински народни одбори (укључујући и један за Словенију који је основао Југословенски клуб) да би попунили вакуум власти, уводећи паралелну управу до јула. До октобра је у Загребу основано Народно вијеће Словенаца, Хрвата и Срба као дефакто влада јужнословенских земаља у Аустроугарској.